# Date Dzsiicsiró
Date Dzsiicsiró (伊達治一郎; Hepburn: Jiichirō Date; Szaiki, 1952. január 6. – Tokió, 2018. február 20.) olimpiai bajnok japán birkózó.

## Pályafutása
Az 1975-ös minszki világbajnokságon bronzérmes lett. Az 1976-os montréali olimpián aranyérmet szerzett szabadfogás 74 kg-ban.

## Sikerei, díjai
- Olimpiai játékok – szabadfogás, 74 kg
  - aranyérmes: 1976, Montréal
- Világbajnokság – szabadfogás, 74 kg
  - bronzérmes: 1975, Minszk